# Tulcán (canton)
Tulcán est un canton d'Équateur situé dans la province de Carchi.